# Strawberry (Arizona)
Strawberry ist ein Census-designated place des Gila County im US-Bundesstaat Arizona. Das U.S. Census Bureau hat bei der Volkszählung 2020 eine Einwohnerzahl von 943 ermittelt.

## Geographie
Rund 20 Kilometer südöstlich befindet sich Payson, Big Park liegt ungefähr 50 Kilometer nordwestlich hinter einer Bergkette, die Großstadt Phoenix 120 Kilometer südwestlich. Die Arizona State Route 87 und Arizona State Route 260 verlaufen durch Strawberry. Der Tonto Natural Bridge State Park schließt sich unmittelbar im Süden an. 

## Geschichte

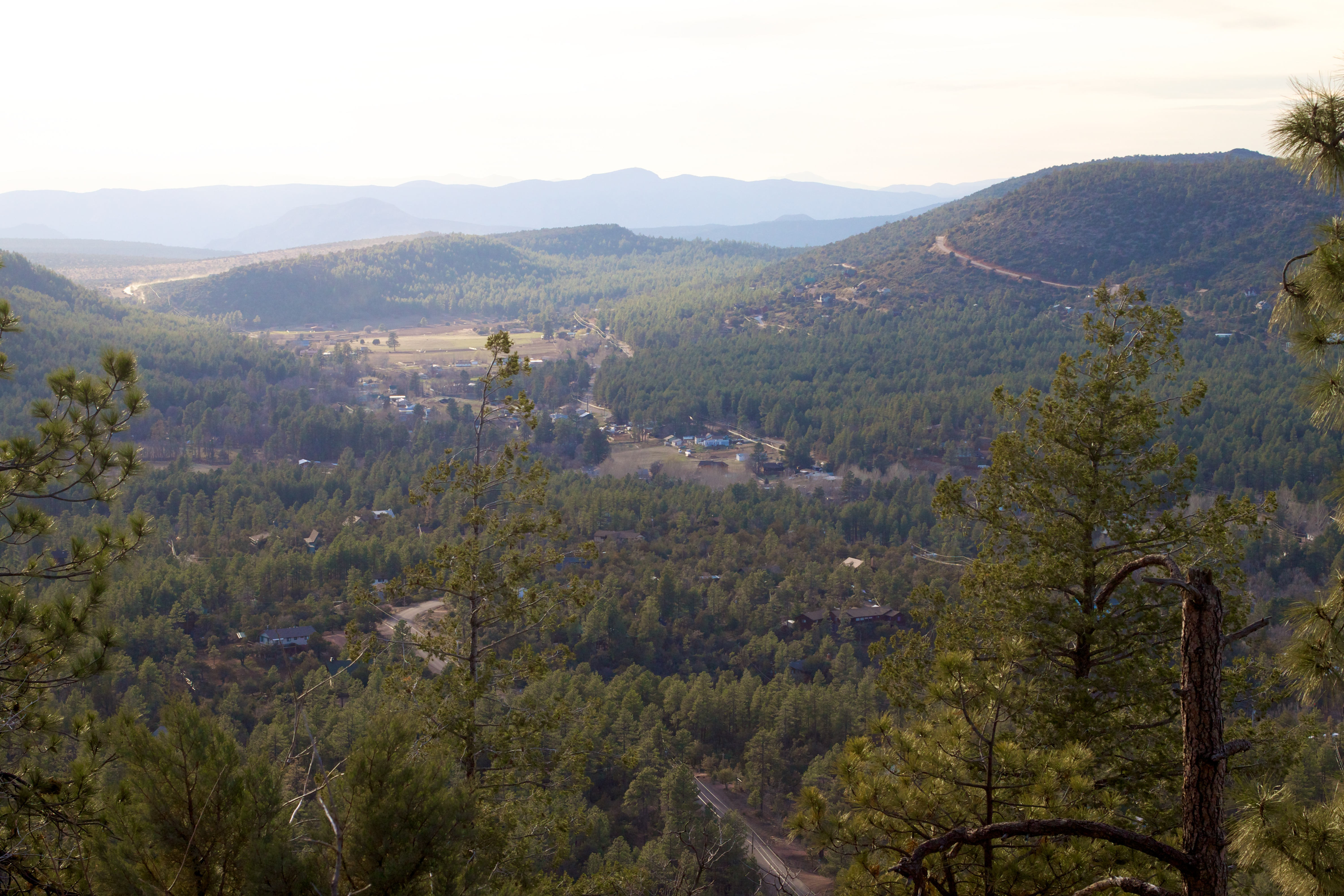
Blick auf Strawberry

Der Ort erhielt seinen Namen aufgrund der vielen in der Umgebung wild wachsenden Erdbeeren (englisch Strawberry). Das älteste Schulgebäude Arizonas aus dem Jahre 1884 ist in Strawberry noch erhalten.
Wegen des nahen Tonto Natural Bridge State Parks mit diversen Trekking-Möglichkeiten gewinnt der Tourismus für die Stadt zunehmend an Bedeutung.

## Demografische Daten
Im Jahre 2010 wurde eine Einwohnerzahl von 961 Personen ermittelt, was eine Abnahme um 6,5 % gegenüber dem Jahr 2000 bedeutet. Das Durchschnittsalter der Bewohner lag im Jahr 2010 mit 60,5 Jahren sehr deutlich über dem Durchschnittswert von Arizona von 37,1 Jahren und deutet darauf hin, dass der Ort vielfach als Ruhesitz für Pensionäre genutzt wird. 24,9 % der Einwohner von Strawberry haben deutsche Vorfahren.